# Helvécia
Helvécia is een plaats (község) en gemeente in het Hongaarse comitaat Bács-Kiskun. Helvécia telt 4195 inwoners (2007).